# Aplocera lantosquata
Aplocera lantosquata là một loài bướm đêm trong họ Geometridae.